# Gare d'El Achir
La gare d'El Achir est une ancienne gare ferroviaire algérienne située sur le territoire de la commune d'El Achir, dans la wilaya de Bordj Bou Arreridj.

## Situation ferroviaire
La gare est située au sud de la ville d'El Achir, à 977,17 mètres d'altitude, au point kilométrique (PK) 225,632 de la ligne d'Alger à Skikda où elle est précédée de la gare de Mansoura et suivie de celle de Bordj Bou Arreridj.
La gare est située à 2 km de la sortie est du tunnel d'El Achir (ou tunnel du Teniet el Merdj).
| \| Bordj Bou Arreridj Mansoura El Achir \| Localisation de la gare d'El Achir sur la ligne d'Alger à Skikda dans la wilaya de Bordj Bou Arreridj |
| Bordj Bou Arreridj Mansoura El Achir |

## Histoire

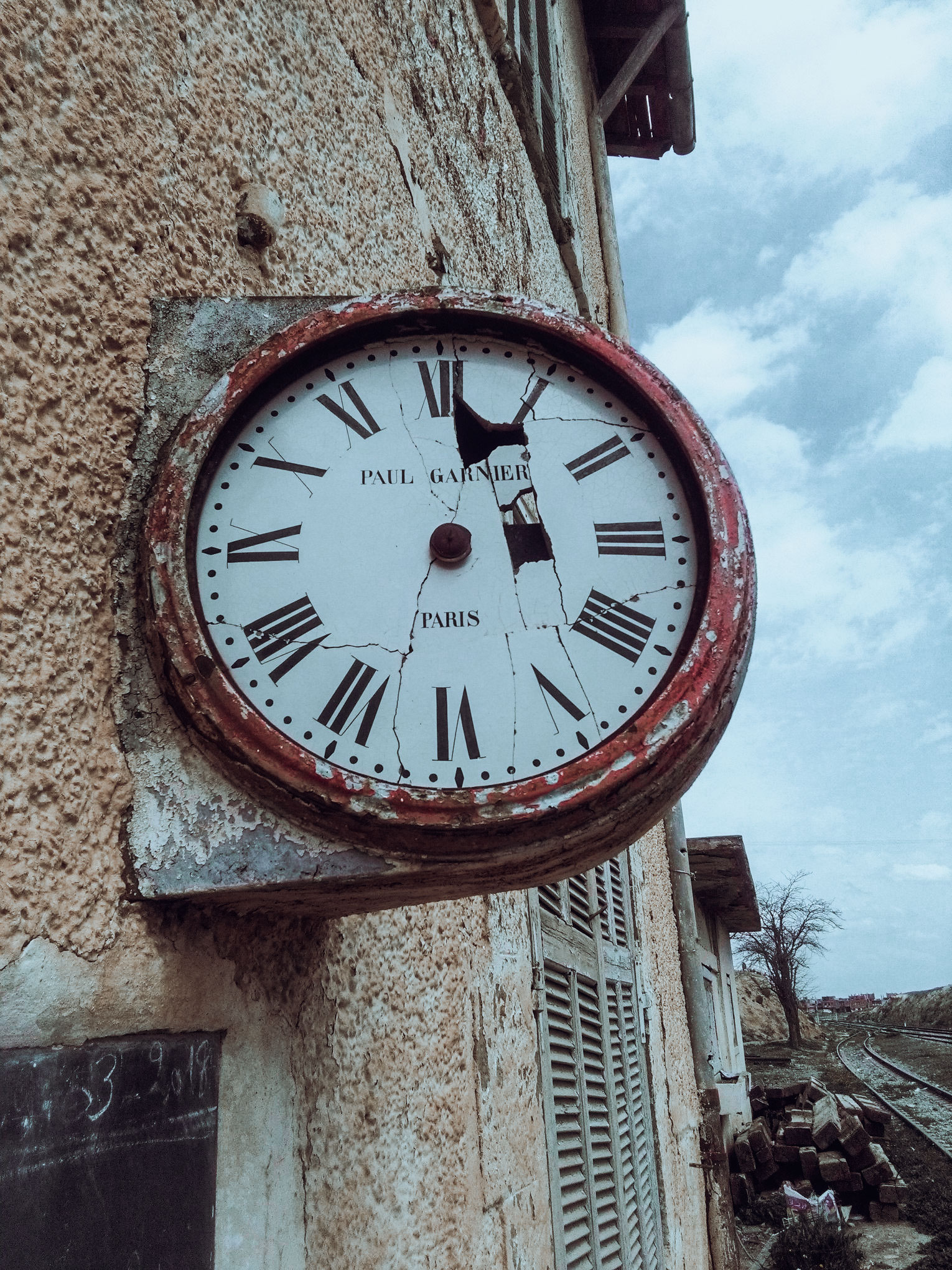
Ancienne horloge de Paul Garnier dans la gare d'El Achir.

La gare d'El Achir a été ouverte au public lors de la mise en service du tronçon El Achir – Sétif de la ligne d'Alger à Constantine le 1er novembre 1882.

## Service des voyageurs

### Desserte
En 2023, la gare n'est pas desservie par les trains de la Société nationale des transports ferroviaires.